# 596588 Jamesliebert
596588 Jamesliebert è un asteroide della fascia principale. Scoperto nel 2005, presenta un'orbita caratterizzata da un semiasse maggiore pari a 1,8929572 au e da un'eccentricità di 0,0990354, inclinata di 22,09528° rispetto all'eclittica.